# Steuerverein
Der Steuerverein war eine 1834 gegründete Zollunion zunächst des Herzogtums Braunschweig und des Königreichs Hannover. Zeitweise mit weiteren Mitgliedern bestand er bis 1854.

## Geschichte und Entwicklung
Ansätze zu einem norddeutschen Zollbündnis hatte es bereits 1830 gegeben, als Hannover, das Kurfürstentum Hessen-Kassel, das Großherzogtum Oldenburg und Braunschweig den Einbecker Vertrag als eine Ergänzung zum Mitteldeutschen Handelsverein abschlossen. Dieser sah den freien Binnenhandel und eine gemeinsame Zollgrenze vor. Von der Regelung ausgenommen blieben der im Staatsmonopol befindliche Handel mit Spielkarten und Salz. Da die Vertragspartner keine Einigung über die Höhe der Zölle erzielen konnten, trat der Vertrag nicht in Kraft. Hinzu kam, dass Hessen-Kassel dem Preußisch-Hessischen Zollverein beitrat. 
Der neue Anlauf zu einem norddeutschen Steuerverein war ein letzter Versuch, dem sich abzeichnenden von Preußen dominierten Deutschen Zollverein eine Gegengründung entgegenzusetzen. Die entsprechende Vereinbarung zwischen Hannover und Braunschweig trat am 1. Juni 1835 in Kraft. Beide Länder bildeten eine Zollunion mit einer gemeinsamen Zollverwaltung. Die Zolleinnahmen wurden nach der jeweiligen Einwohnerzahl aufgeteilt. Die Außenzölle auf Kolonial- und Fertigwaren lagen unter den Sätzen des Zollvereins. Innerhalb des Gebiets wurden die Zollschranken mit Ausnahme von Salz und Spielkarten aufgehoben.
Dem Verein traten 1835 das Großherzogtum Oldenburg und 1838 das Fürstentum Schaumburg-Lippe bei. Ähnlich wie beim Deutschen Zollverein gab es Teilgebiete der Mitgliedsstaaten, die nicht dem Steuerverein angehörten, so die oldenburgischen Exklaven Fürstentum Birkenfeld (das zum Zollverein gehörte) und Fürstentum Lübeck. In den anderen Ländern gab es ebenfalls Gebiete, die dem preußischen Steuersystem angeschlossen waren, umgekehrt wurden einige preußische Exklaven und der Kreis Minden dem Steuerverein angeschlossen.
Bereits 1841 trat Braunschweig aus dem Steuerverein aus und wurde Mitglied des Deutschen Zollvereins. Hannover näherte sich 1851 dem Zollverein an. Mit dem Beitritt der verbliebenen Mitgliedsstaaten zum Deutschen Zollverein am 1. Januar 1854 hörte der Steuerverein auf zu bestehen.